# 大和時代
大和時代（やまとじだい）は、日本の歴史の文献上における時代区分の一つである。南九州から畿内に渡ってきた初代神武天皇即位から平城京遷都までの時代を指す。かつて大和朝廷（ヤマト王権）が支配した時代が大和時代と一義的に捉えられていたが、その後の研究の進展によって「大和」「朝廷」などの語彙、認識や定義は改められつつある。このため、同時代を3世紀半ばから始まる「古墳時代」と呼称することもある。
大和時代は古墳時代と飛鳥時代を合わせた時代と言い換えることもできる。厳密には大和時代は弥生時代末期を含み、また飛鳥時代は古墳時代末期でもある。日本書紀などの文献による神武天皇即位年は紀元前660年だが、大和時代の天皇には異常な長寿が多数見られる。日本書紀に記述される在位を機械的に西暦に置き換えた年代については「上古天皇の在位年と西暦対照表の一覧」を参照。

## 概要
大和朝廷による古代国家の基礎が整えられた時期にあたる。日本書紀、古事記ではまず初代神武天皇による建国経緯が語られる。具体的な国家事業は第十代崇神天皇による四道将軍の派遣、課税の開始などから始まる。続いて垂仁天皇による灌漑事業、景行天皇と日本武尊による九州や関東への遠征、成務天皇による国造の制定、神功皇后による三韓征伐といった国家の発展が語られる。
応神天皇の治世では多くの渡来人の来朝があり儒教と漢字が伝わり、ここから日本列島外との交流が深まる。応神天皇の子の仁徳天皇は課税を三年間止めた後で大規模な灌漑事業を実施した善政が知られる。仁徳天皇の孫の雄略天皇は専制的な統治で朝鮮半島への干渉や中国（南朝）への遣使を盛んに行った。しかし雄略天皇が崩御すると天皇（大王）の権力も衰え大伴・物部・蘇我の各豪族が先後して実権を握っていった。6世紀前半には仏教が伝来する（日本の仏教の項を参照）。
推古天皇以降の時代は飛鳥時代ともいう。中国からの外圧が強くなると再び中央集権化志向が高まり、聖徳太子の法律（十七条憲法）・官制改革（冠位十二階）を経て大化の改新（645年）後、天皇中心の政治が法体制的に確立していった。さらに遣隋使・遣唐使の派遣もあって農業・鍛鉄・建築など多方面にわたって技術が発展し、なかでも仏教美術は発達した。
乙巳の変、白村江の戦い、壬申の乱といった動乱を経て大和朝廷はさらなる改革に踏み切った。それまでの氏姓制度を改め、公地公民制や統一的税制（租庸調制など）を施行し、地方行政機構を改組して中央集権化するなど、律令制の導入を図った。末期の701年には大宝律令が定められた。710年の平城京遷都をもって大和時代は終わり、律令国家としての時代が始まる。律令制は10世紀初めに崩壊したが、名目的には19世紀の明治維新まで維持された。

## 単純計算による日本書紀の解釈
考古学上の実在が想定されうる天皇は、5世紀末の金錯銘鉄剣にあるワカタケル大王と同一人物であることが有力視されている雄略天皇までである。
日本書紀では天皇の在位年数で年代を表しているが、大和時代の天皇には異常な長寿が多いので日本書紀の年代は正確と言い難い。そこで仮説として、系図については信用する前提で1世代を30年として年代を単純計算する方法がある。飛鳥時代の年代に不自然な点はなく概ね信頼できるので、ここから逆算していく。

### 古墳時代中後期

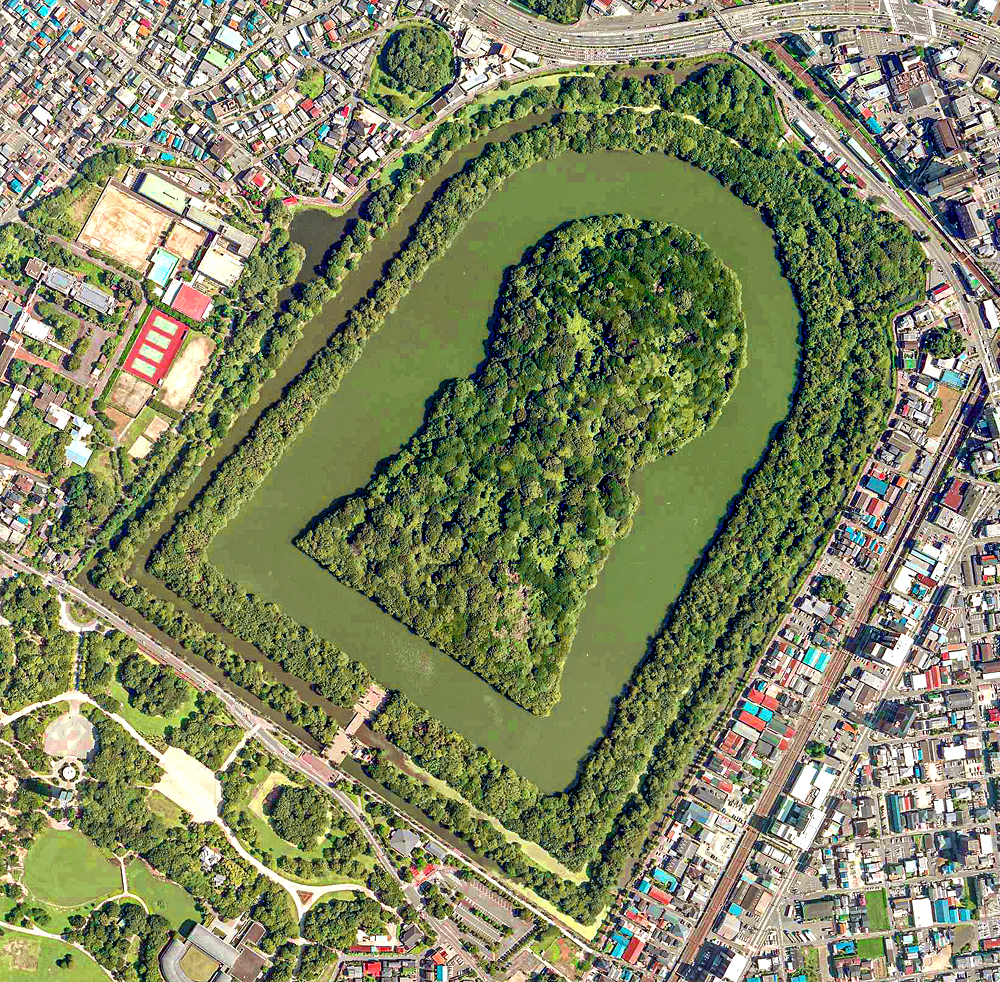
大仙陵古墳（伝仁徳天皇陵）
画像：2007年撮影

飛鳥時代の始まりである推古天皇即位が593年なので、7世代前の応神天皇即位は古墳時代中ごろの4世紀後半になる。応神天皇陵、仁徳天皇陵に治定されている誉田御廟山古墳、大仙陵古墳は考古学的にも5世紀前半の築造とされている。また日本書紀で応神天皇や仁徳天皇の治世に在位したと記される百済王は、朝鮮半島の正史である三国史記において4世紀後半から5世紀初めの王である。年代は一致している。
なお、日本書紀の年代と三国史記の年代は応仁天皇期で120年ずれている。日本書紀の年代を機械的に当てはめれば応神天皇即位は3世紀後半、その母親の神功皇后は3世紀中ごろの人物となる。3世紀中ごろは魏志倭人伝に記される邪馬台国の卑弥呼や台与がいた時代であり、日本書紀の神功皇后摂政39年、40年、43年、66年に魏志倭人伝からの引用文がある。ただし書紀に邪馬台国や卑弥呼・台与の名は無く、「倭の女王」とだけ書かれている。神功皇后と倭の女王を同じとする記述もない。

### 古墳時代前期
応神天皇を4世紀後半の人物としてさらに遡ると、その5世代前にあたる崇神天皇即位は3世紀中ごろとなる。古墳時代の開始期であり天皇陵が大規模な前方後円墳に治定されるのも崇神天皇以降である。崇神天皇、垂仁天皇、景行天皇、成務天皇の陵に治定される行燈山古墳、宝来山古墳、渋谷向山古墳、佐紀石塚山古墳は考古学的にも3世紀後半から4世紀前半の築造である。
また3世紀中ごろは前述したように邪馬台国の卑弥呼の時代であり、崇神天皇期の巫女である倭迹迹日百襲姫命を卑弥呼と同一視する説がある。百襲姫の墓に治定される箸墓古墳は卑弥呼の死期と重なる3世紀中頃の築造とされ、卑弥呼の墓とする説がある。その近くにある纒向遺跡もまた邪馬台国の中心地とする説がある。なお日本書紀の年代を機械的に当てはめれば崇神天皇即位は紀元前97年である。

### 弥生時代末期
崇神天皇を3世紀中ごろの大王だとして、さらに遡ると歴史学的な証明は困難になる。大規模な埋葬文化の無い弥生時代末期になるため、考古学的な考証に耐えうる陵墓も無くなる。日本書紀や古事記でも初代神武天皇から十代崇神天皇の間の八代については系譜しか記録がないため、実在しないという説がある（欠史八代）。
それでも敢えて年代を想定してみると、神武天皇から崇神天皇は十代に渡って親子間での皇位継承なので神武天皇即位は前1世紀ごろになる。ただし先代旧事本紀の地祇本紀、天孫本紀に書かれた豪族の系図からは神武天皇から崇神天皇までおよそ7～8世代ということが示唆されている。これを考慮に入れるならば、神武天皇即位は1世紀ごろとなる。後漢の光武帝から倭奴国に金印（漢委奴国王印？）が授けられた頃である。
いずれにしても神武天皇は一世紀前後の人物ということになる。あくまでも実在すればということであり、神話的色彩が強い神武天皇は伝説的人物とみなされることもある。なお日本書紀の年代では神武天皇即位は紀元前660年であり、明治時代になって神武天皇即位紀元（皇紀）の元年とされた。戦時中の1940年（昭和15年）には紀元二千六百年記念行事が催され、国威発揚に利用された。

## 神話時代
実際の歴史に基づいているとすれば弥生時代末期の話と思われるが、神話的修飾が強い。

### 天孫降臨
はるか昔、葦原中国と呼ばれた地上を統治するために天上（高天原）から天照大神の孫である天饒石国饒石天津彦火瓊瓊杵尊（あめにぎしくににぎしあまつひこひこほのににぎのみこと）が日向国（南九州）へ降臨したと言われる。瓊瓊杵尊が山の神の娘である鹿葦津姫を娶って生まれた子が海幸彦と山幸彦である。山幸彦が海の神の娘である豊玉姫を娶って生まれた子が彦波瀲武鸕鶿草葺不合尊（なぎさたけうがやふきあえずのみこと）である。
鸕鶿草葺不合尊の子が神日本磐余彦尊（かむやまといわれひこ）、後に神武天皇と呼ばれる初代天皇である。こうして天と山と海の神の血を引く存在が生まれたとされる。

### 神武東征

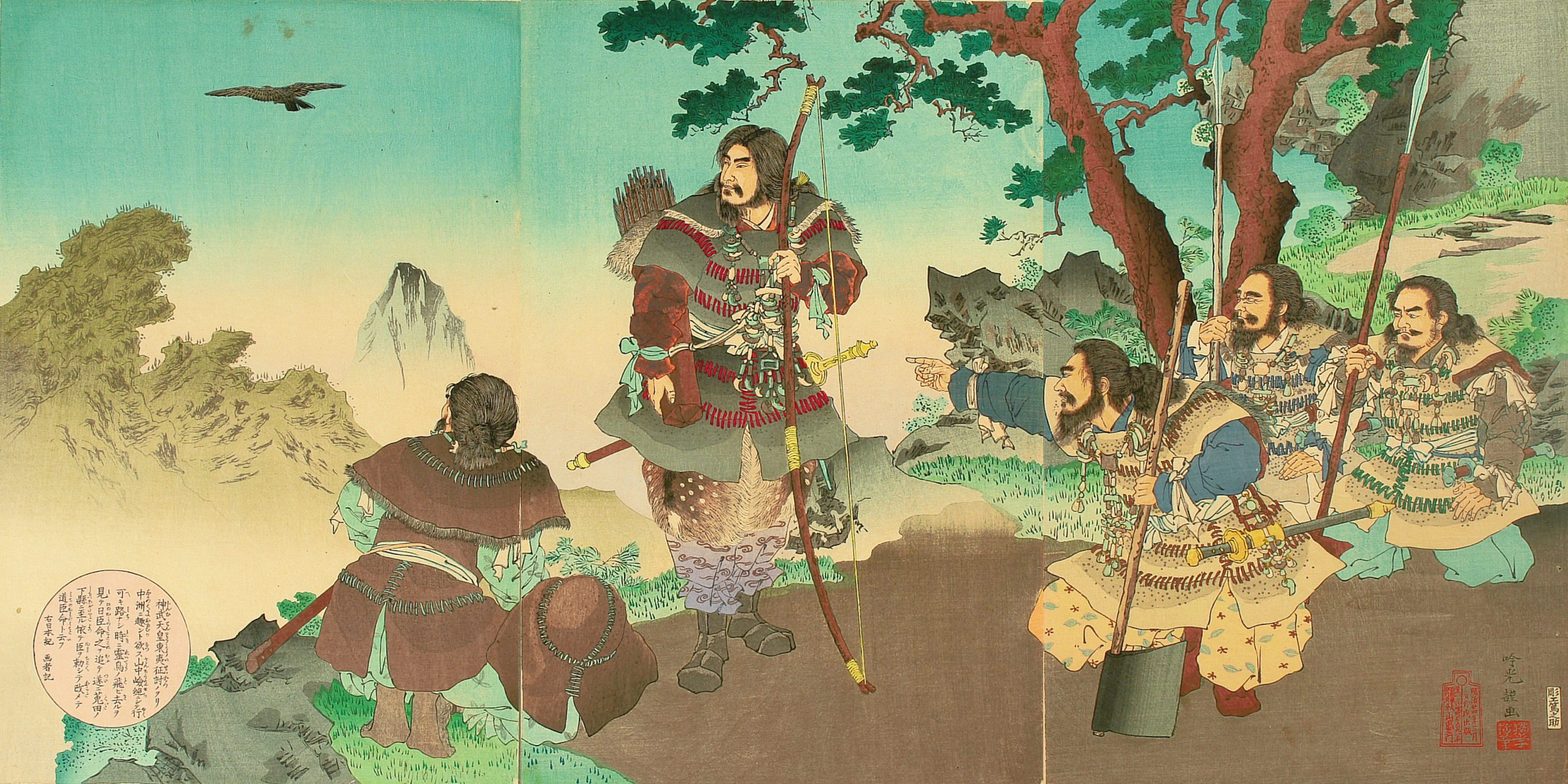
八咫烏に導かれる神武天皇（安達吟光画）

神日本磐余彦（カムヤマトイワレビコ）、後の神武天皇は東に美しい国があると聞いて東征に出た。日向を出発し筑紫（北九州）へ向かい宇佐、安芸国（広島県）、吉備国（岡山県）、浪速国（大阪市）を経て河内国草香邑（大阪府東大阪市）へ至る。河内国北部にあたる現在の大阪府東部は古代には河内湖という湖であり、ここまで船で来ることができた。
さらに生駒山を超えて大和国へ入ったが、大和国の指導者長髄彦の抵抗にあって撤退を余儀なくされた。紀伊半島を回っている間に新宮市付近で嵐にあって船は大破、磐余彦は三人の兄をすべて失う。北上を余儀なくされた一行は熊野地方の豪族を下しながら大和国に再侵攻した。その途中では病を薙ぎ払う神剣布都御魂、神の使いである八咫烏などの助けがあったという。
最終的に長髄彦を殺して、大和国の征服に成功した磐余彦は橿原宮で初代天皇として即位する（神武天皇）。しかしその後の天皇については八代にわたって具体的な実績の記録がなく初期天皇の実在を疑う説もある（欠史八代を参照）。
なお、神武天皇が実在したならば弥生時代後期のため、当時瀬戸内海に多数あった高地性集落を海から見ながら東征したことになる。

## 古墳時代
以下、日本書紀、古事記における記述からなるべく神話的修飾を除いて記載する。

### 勢力拡大

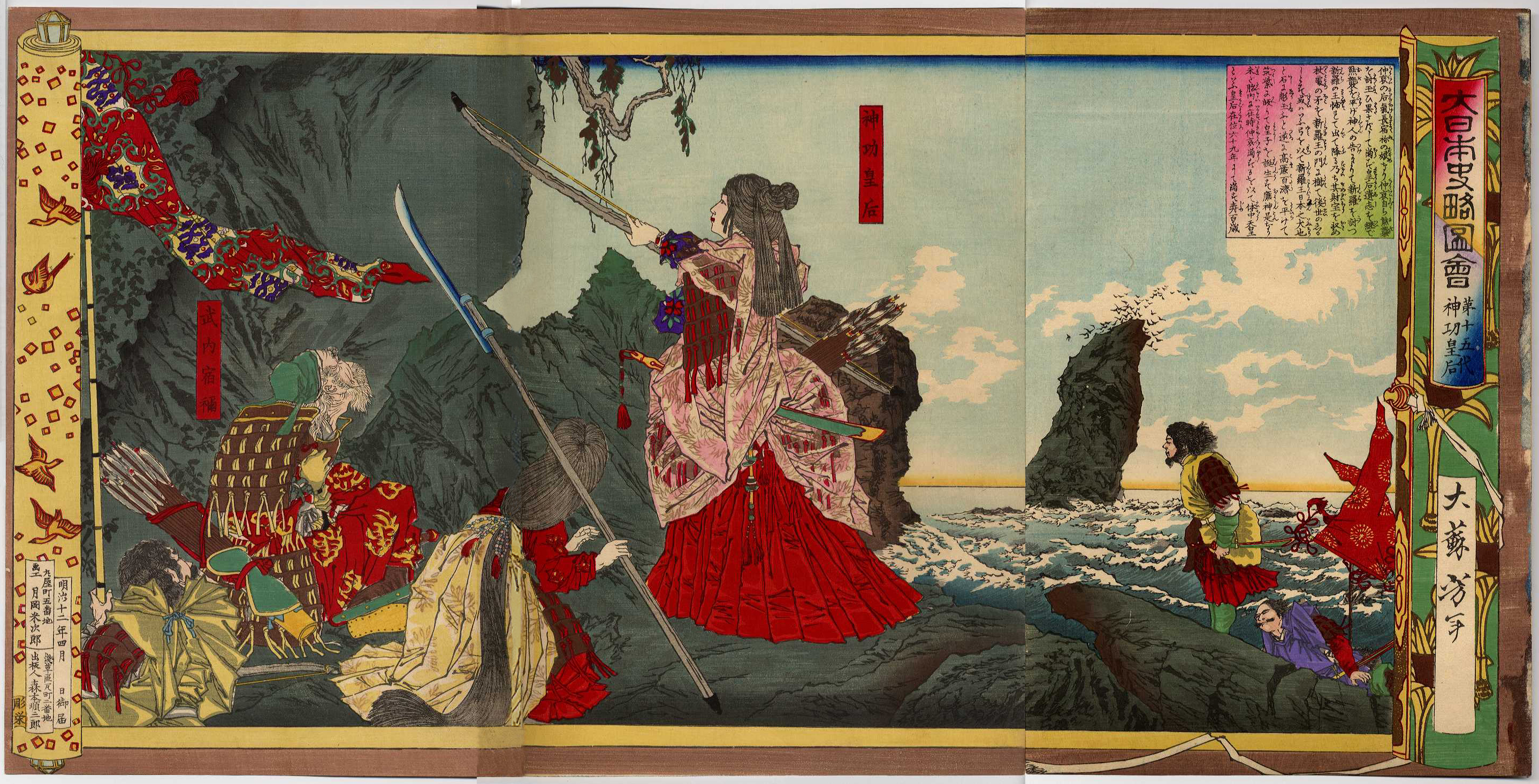
月岡芳年筆「日本史略図会 第十五代神功皇后」

第十代天皇の御間城入彦（ミマキイリヒコ、崇神天皇）については3世紀から4世紀初めにかけて実在した大王と捉える見方が少なくない。御間城入彦は大彦命を北陸道に、武渟川別を東海道に、吉備津彦を西道に、丹波道主命を丹波（山陰道）に将軍として遣わし、従わないものを討伐させた（四道将軍）。また初めて戸口を調査して課役を科した。天下平穏となり御肇国天皇（ハツクニシラススメラミコト）と称えられる。この頃、朝鮮半島南端の任那（加羅）から蘇那曷叱知が派遣されたという。
第十一代天皇の活目入彦（イクメイリヒコ、垂仁天皇）は諸国に多くの池溝を開いて農業を盛んにした。相撲や埴輪の起源もこの頃とされている。
第十二代天皇の大足彦（オオタラシヒコ、景行天皇）は大規模な征服事業を行った。日本書紀によると大足彦は自ら九州に遠征して土蜘蛛や熊襲を征伐した。子の日本武尊（ヤマトタケル）の伝説的な活躍もよく知られ、熊襲征伐に続いて東の蝦夷討伐も行った。しかし日本武尊は皇位を継ぐことなく遠征中に早世してしまう。
第十三代天皇の稚足彦（ワカタラシヒコ、成務天皇）は地方行政機構の整備を図った。諸国に命じて行政区画である国郡（くにこおり）・県邑（あがたむら）を定め、それぞれに造長（くにのみやつこ）・稲置（いなぎ）等を任命した。さらに山河をもって国県を定めた。これは古事記序文でも触れられている。
第十四代天皇の足仲彦（タラシナカツヒコ、仲哀天皇）は日本武尊の子であり父と同様に熊襲征伐を行った。しかし道半ばで崩御してしまう。天皇の遺志を継いだ皇后の気長足姫尊（オキナガタラシヒメ、神功皇后）は熊襲を完全に屈服させ、続いて海を渡って朝鮮半島へも侵攻した。朝鮮半島南部の百済、新羅は日本へ朝貢するようになり高句麗の好太王碑にも「倭（日本）が百済・加羅・新羅を破り臣民にしてしまった」とある。

### 文化流入

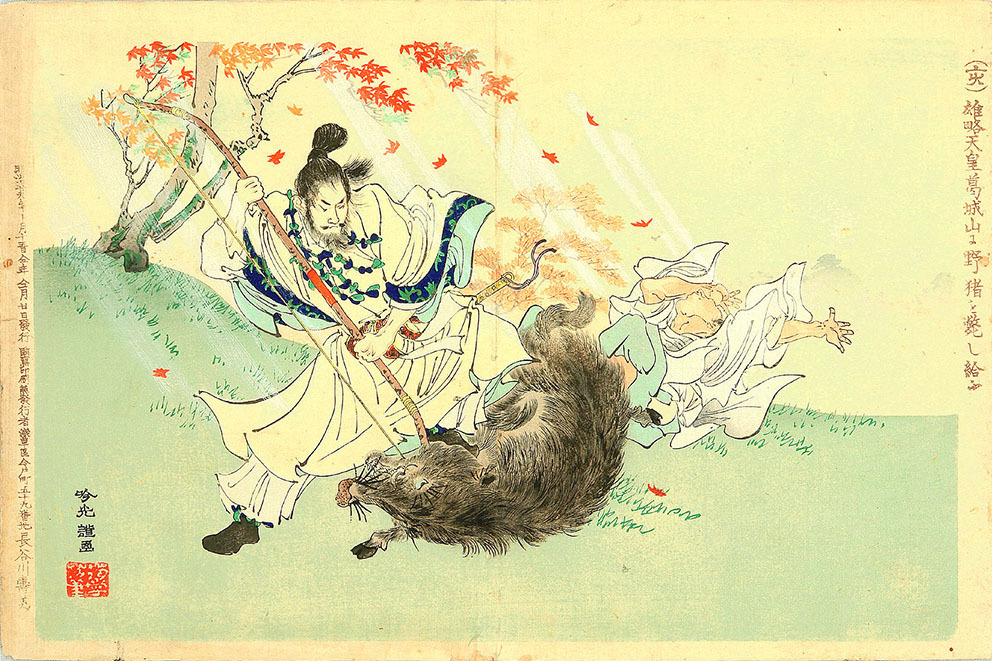
雄略天皇（安達吟光画）

第十五代天皇の誉田別（ホムタワケ、応神天皇）は足仲彦天皇と気長足姫尊の子である。誉田別の治世では多くの渡来人が来朝した。阿直伎師、王仁、弓月君、阿知使主といった面々である。この頃に論語と千字文、すなわち儒教と漢字が伝わったと言われる。
第十六代天皇の大鷦鷯（オオサザキ、仁徳天皇）は難波堀江の開削、茨田堤の築造、山背栗隈県の灌漑用水設置、和珥池や横野堤の築造、感玖大溝（こむくのおおみぞ）の掘削を行って広大な田地を開拓した。疲弊した国の実情を察して三年間課税を止めた善政も有名である。また呉（中国南朝）に遣いを送り縫製の女工を求めてもいる。これは倭王「讃」の朝貢に比定されている。
第十九代天皇の雄朝津間（オアサヅマ、允恭天皇）は大鷦鷯の四男であり諸氏族の氏姓の乱れを正す改革を断行した。
第二十一代天皇の大泊瀬幼武（オオハツセワカタケル、雄略天皇）は雄朝津間の五男であり、即位に際して対立候補となる皇族を殺し尽くして専制的な統治を行った。金錯銘鉄剣に記された大王「獲加多支鹵」（ワカタケル）と想定されており、5世紀後半にはすでに大王の権力が九州から東国まで及んでいたと解釈されている。国内では吉備氏の反乱を制し養蚕を推奨した。国外では高句麗に滅ぼされた百済を復興し、反抗的な新羅へ攻め込んだりもした。呉へ二度遣いを送って縫製の女工を求め、これが倭王「武」の朝貢に比定されている。
その後は皇族の少なさが祟り第二十五代天皇である小泊瀬稚鷦鷯（オハツセワカサザキ、武烈天皇）の崩御をもって大鷦鷯（仁徳天皇）以来の男系が絶えてしまう。

### 任那の混乱と仏教公伝

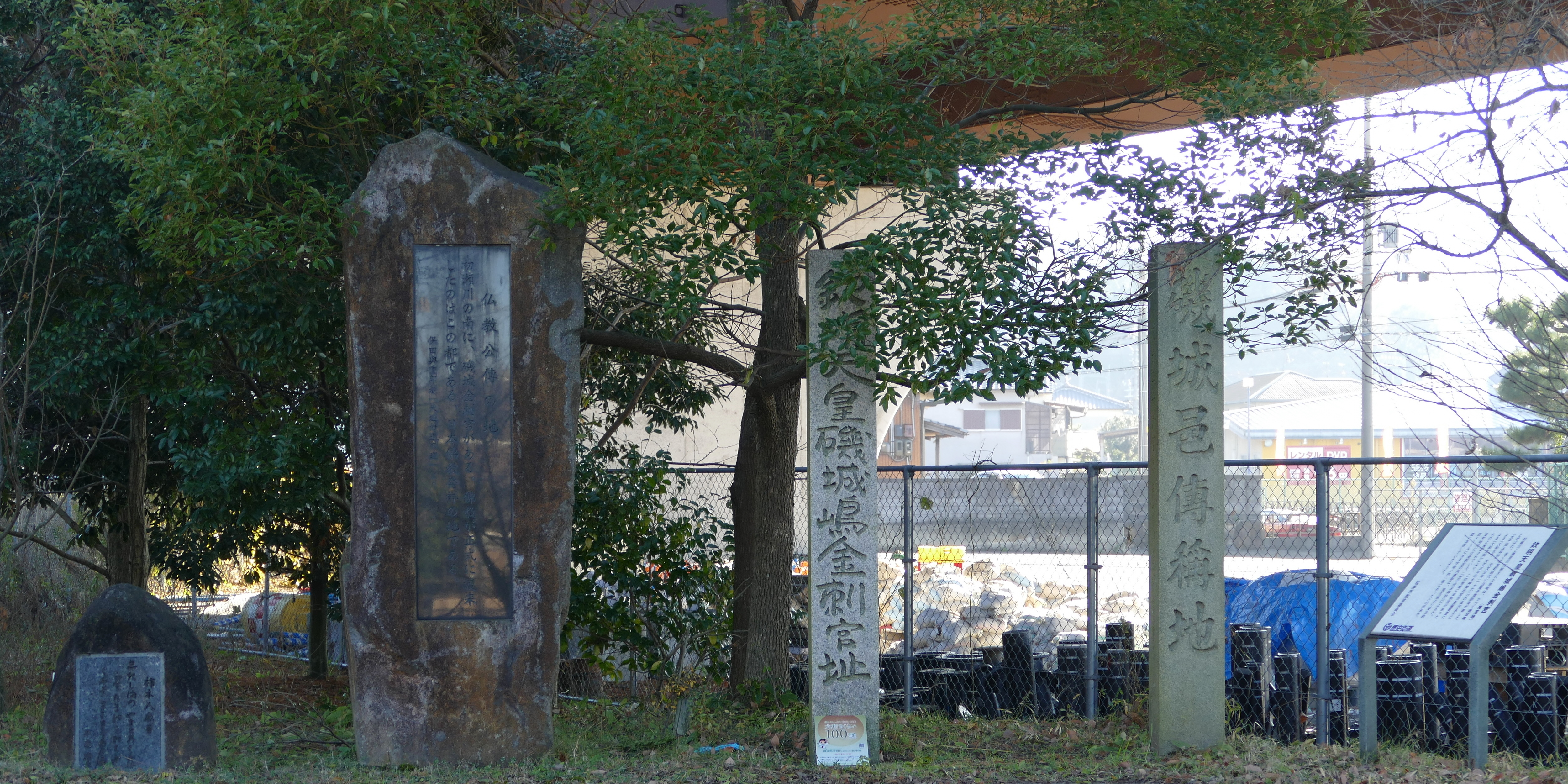
奈良県桜井市にある仏教公伝の碑

第二十六代天皇として群臣が選んだのは誉田別（応神天皇）の5世孫である越前の男大迹（オホド）王だった（継体天皇）。この頃、朝鮮半島南部では新羅が勢力を拡大し圧迫を受けた加羅（任那諸国の1つ）は日本に救援を求めた。しかし新羅と結んだ筑紫君磐井が反乱を起こす。磐井の乱が鎮圧されると任那には近江毛野が派遣されたが、傲慢で稚拙な交渉がさらなる混乱を招いた。
第二十九代の磯城島天皇（欽明天皇）は男大迹天皇の三男である。この頃にも任那を巡る様々な交渉が任那日本府を介して行われた。百済からの仏教公伝はこの一環である。しかし百済、任那諸国、日本府はお互いの思惑が一致せず、これに乗じた新羅は562年に任那を滅ぼしてしまう。激怒した天皇は新羅に対して討伐軍を送るが、敵の罠にかかってしまい退却する。天皇は任那奪還を託して崩御した。
第三十代の他田天皇（敏達天皇）が父の跡を継いだが、百済から伝わった仏教を巡って物部氏と蘇我氏が対立する事態になった。醜い争いが続いた末、天皇は崩御直前に仏教を禁じた。
第三十一代の橘豊日天皇（用明天皇）は他田天皇の異母弟である。この天皇は先帝の方針を覆して仏教に帰依した。しかしその治世はわずか1年半だった。天皇が崩御すると直接的な武力抗争が起き、崇仏派の蘇我氏が勝利して廃仏派の物部氏は滅ぼされた（丁未の乱）。以降約半世紀の間、蘇我氏が大臣として権力を握った。
第三十二代の天皇に据えられた泊瀬部皇子は他田天皇と橘豊日天皇の異母弟である（崇峻天皇）。しかし蘇我馬子と不和になった天皇は592年に暗殺されてしまった。臣下に直接殺された唯一の天皇である。しかし特に混乱も起きず蘇我馬子は他田天皇の皇后だった額田部皇女を第三十三代天皇に推戴した。日本初の女帝となる炊屋姫天皇（推古天皇）である。

## 飛鳥時代

### 聖徳太子

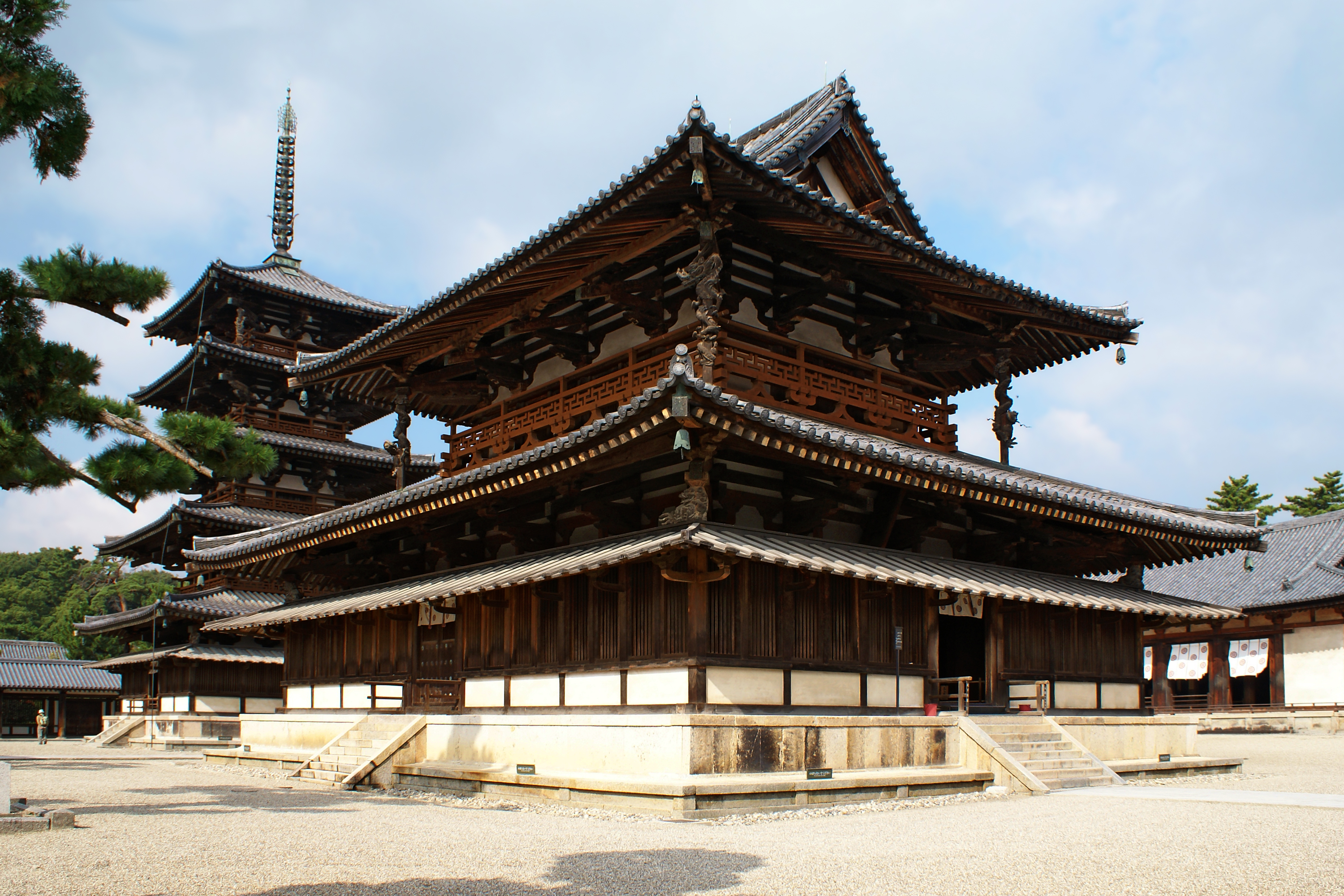
法隆寺金堂（西院伽藍）

第三十三代天皇の炊屋姫天皇（推古天皇）は593年に橘豊日天皇の皇子である厩戸皇子（聖徳太子）を皇太子に立てて摂政とした。聖徳太子は603年に冠位十二階、604年に十七条憲法を制定し仏教の興隆に力を注いで天皇中心の国家体制作りを行った。（飛鳥文化）607年には小野妹子らを大唐国（隋）に遣わして皇帝に上表文（国書）を送った。620年には蘇我馬子と「天皇記・国記、臣連伴造国造百八十部併公民等本記」を記した。天皇は628年に崩御した。
第三十四代天皇として即位したのは、他田天皇の孫の田村皇子だった（舒明天皇）。このとき厩戸皇子の子の山背大兄王と皇位争いが起きかけた。同じころに蘇我氏も馬子の子の蝦夷、孫の入鹿に代替わりした。初の遣唐使が送られたのはこの頃である。しかし唐からの遣いである高表仁は大変無礼であったため、天皇への謁見が適わなかったと言われる。天皇は643年に崩御した。

### 大化の改新
第三十五代天皇として即位したのは皇后の宝皇女だった（皇極天皇）。この頃に蘇我入鹿が聖徳太子の子の山背大兄王一族（上宮王家）を滅ぼすなどの事件が起き、蘇我氏の専横が目立つようになった。これに不満を持った中大兄皇子（葛城皇子、後の天智天皇）・中臣鎌子（藤原鎌足）らが宮中（飛鳥板蓋宮）で蘇我入鹿を暗殺し、蘇我蝦夷を自殺に追いやった。645年の乙巳の変である。こうして蘇我氏に権力が集中する半世紀続いた体制は崩れたが、同時に天皇もまた退位を余儀なくされた。
第三十六代天皇として新たに即位した先帝の弟の軽皇子（孝徳天皇）は、646年に改新の詔を出して難波宮で次々と改革を進めていった（大化の改新）。大臣が左大臣・右大臣・内大臣の3人に増員されたのもこの時期である。しかし中大兄皇子と不和になった天皇は孤立し、臣下がいなくなった難波宮で654年に寂しく亡くなった。
第三十七代天皇となったのは重祚した宝皇女だった（斉明天皇）。多くの土木工事を行った天皇だったが、大鷦鷯天皇の頃とは違って民衆の負担にしかならず、悪評を残すことになった。中大兄皇子の主導で百済復興に助力するため朝鮮半島へ出兵する途中で天皇は崩御、残された中大兄皇子は白村江の戦いで新羅・唐連合軍に大敗した。このことで各地に城が築かれ、都城も防衛しやすい近江大津宮に移された。

### 壬申の乱

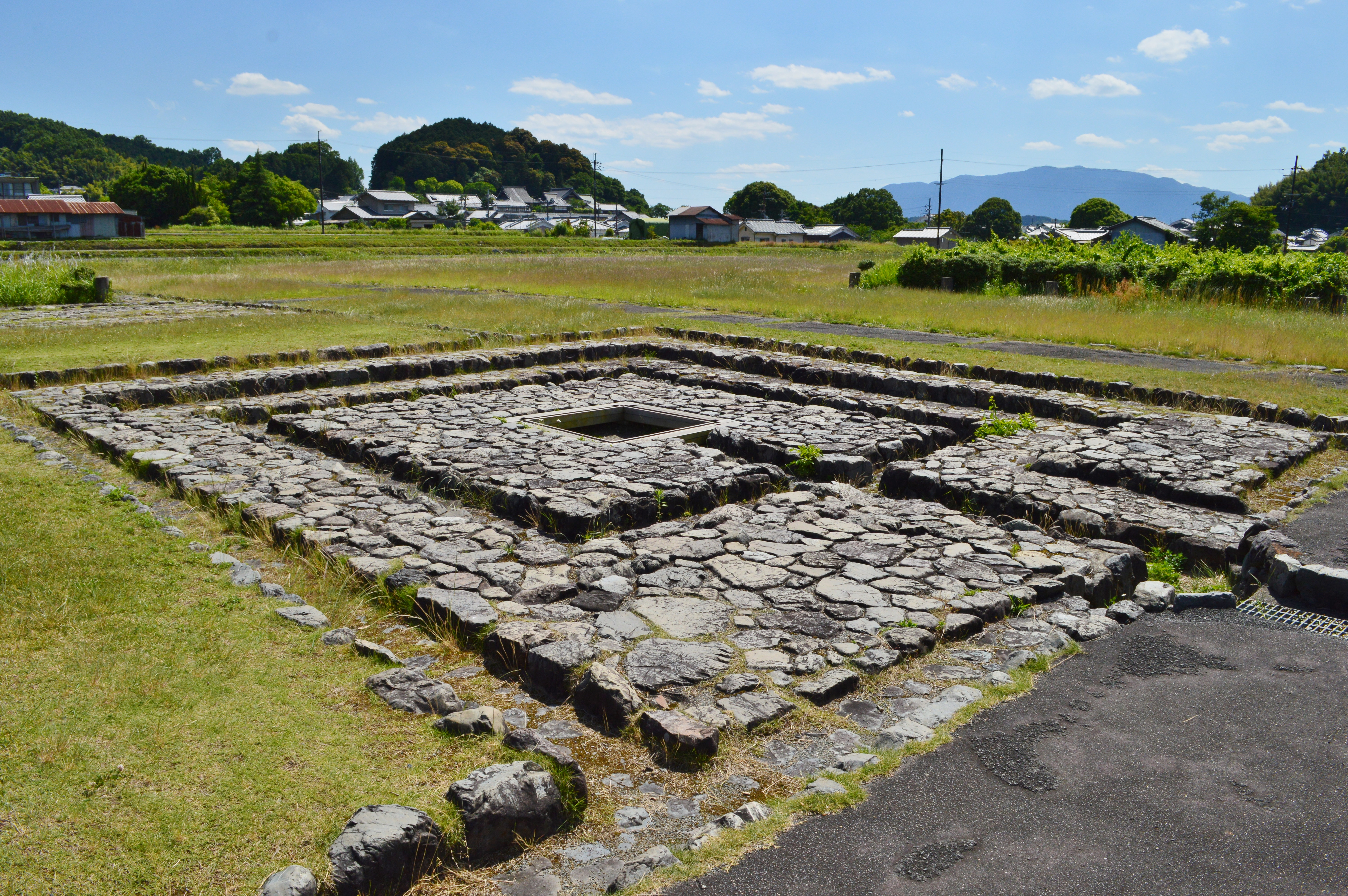
飛鳥宮跡 石敷井戸
（飛鳥浄御原宮期の復元遺構）

第三十八代天皇として668年に即位した中大兄皇子（天智天皇）は全国的な戸籍（庚午年籍）を作って人民を把握する国内政策を推進した。天皇が崩御すると子の大友皇子が跡を継いだが、すぐに先帝の弟の大海人皇子（天武天皇）が反乱を起こした。672年の壬申の乱である。敗北して自害した大友皇子に即位の事実は確認されないが、現在は第三十九代弘文天皇と見なされている。
第四十代天皇に即位した大海人皇子（天武天皇）は、都と宮を飛鳥浄御原宮に移して中央集権的な国家体制の整備に努めた。（皇親政治）反乱によって即位を簒奪した天武天皇の政権は不安定であった。その権力地盤を固め、自らの支配の歴史的正当性を広めるために、舎人親王を責任者として、「日本書紀」に編纂が行われ、681年には律令の編纂を開始した。天皇の称号が実際に用いられ始めたのもこの時代だと言われている。さらに藤原京に遷都計画を立て、新たな君主、天皇の支配体制を確立させようとした。しかし強権的な政治を行った天皇も寿命には勝てず制度の確立、藤原京の完成を待たずして686年に崩御した。
第四十一代天皇に即位したのは皇后の鸕野讚良皇女である（持統天皇）。先帝の事業を引き継いだ女帝は689年に飛鳥浄御原令を制定、690年には庚寅年籍が造られ、692年には公地公民制を基礎とした班田収授法を実施。694年には日本初の本格的都城となる藤原京に都を遷した。697年に孫の珂瑠皇子（文武天皇）に譲位した。
藤原不比等は701年に大宝律令を編纂。その後政治的影響力を高めていく不比等と、その息子達の藤原四兄弟によって、天皇を頂点とした貴族・官僚による中央集権支配体制を完成させた。（律令国家）しかし、文武天皇は短命で707年に崩御した。
第四十三代天皇となったのは先帝の母の阿閇皇女だった（元明天皇）。その後、藤原不比等が文武天皇の子、聖武天皇のために新しい都を作る遷都計画が立ち上げ、元明天皇はそれに反対するが、藤原不比等主導で遷都行われる。そして710年に平城京遷都が実施されて大和時代は終わった。
その後、平城京を都とする奈良時代となる。